# Al Barsha
Al Barsha (en arabe : البرشاء) est un ensemble de sous-communautés à Dubaï, aux Émirats arabes unis (EAU). Al Barsha est l'un des nouveaux développements à destination résidentielle et est situé à l'ouest de Dubaï, au sud d'Al Sufouh. Al Barsha est délimité par la E 11  (Sheikh Zayed Road) et la E 311 (Sheikh Mohammad Bin Zayed Road). 
Al Barsha est encore peu peuplée par rapport aux autres communautés de la ville. Al Barsha est proche de Dubaï Internet City, de la marina et de Palm Jumeirah. D'autres points de repère à Al Barsha sont Mall of the Emirates et Dubaï Autodrome. 
Al Barsha est délimitée au nord par Al Sufouh, à l'ouest par Emirates Hills, à l'est par Al Quoz et au sud par Dubai Sports City et d'autres développements immobiliers.   